# Eric Frank Russell
Eric Frank Russell (Sandhurst, Berkshire, 6 de enero de 1905-28 de febrero de 1978) fue un escritor inglés conocido por sus relatos cortos de ciencia ficción.

## Biografía
Hijo de un instructor de la Royal Military Academy, en 1934, mientras vivía cerca de Liverpool, leyó en Amazing Stories una carta de un tal Leslie J. Johnson, un lector que vivía cerca de él. Russell se puso en contacto con Johnson y este le animó a convertirse en escritor. Juntos escribieron la novela Seeker of Tomorow, publicada en Astounding y fueron miembros de la British Interplanetary Society.
Su primera novela en solitario, Sinister Barrier, fue publicada en el primer número de Unknown en marzo de 1939.
Durante la Segunda Guerra Mundial sirvió en la Royal Air Force como ingeniero.
Desde finales de los años 1940 trabajó exclusivamente como escritor, participando activamente en varias asociaciones de ciencia ficción. 
Murió el 28 de febrero de 1978.

## Obra
La obra de Russell está escrita en un estilo sencillo y directo, influenciado por la literatura detectivesca de los Estados Unidos. Uno de sus temas recurrentes era cómo la simple resolución de la raza humana podía vencer a una lenta y pesada burocracia extraterrestre.
A menudo ha sido clasificado como escritos humorísticos. Sin embargo, su humor suele ser una sátira de la autoridad y la burocracia, así como un alegato en contra del belicismo.
Un tema al que recurrió varias vceces es la parasitación de la raza humana (Sinister Barrier, Three to Conquer), lo que modificaba suceptiblemente las reglas clásicas del contacto con otras especies como interlecutores.
A pesar de ser británico, escribió siempre para revistas norteamericanas, por lo que, a menudo, los lectores tienden a creer que es estadounidense.

## Premios
- 1955: Premio Hugo de relato corto por Allamagoosa
- 1985: Prometheus Hall of Fame por The Great Explosion
- 2000: Incluido en el Salón de la Fama de la Ciencia Ficción con carácter póstumo